# Doodlez
«Ду́длез» (англ. Doodlez) — серия канадских 2-х минутных анимационных фильмов, созданных Cellar Door Productions и Trapeze Animation Studios, премьера которых состоялась в 2001 году на телеканале Teletoon. В настоящее время вещает в сети Nicktoons. Первый сезон появился в 2001 году и содержал 11 серий, второй 39. Третий сезон начался в 2007 году и будет предназначен исключительно для показа в Интернете. В настоящее время первые 2 сезона транслируются более чем в 80 странах мира.

## Главный персонаж
«Дуд» (англ. Dood) — маленький, небрежно нарисованный мальчик с большой головой. Он канадец, постоянно попадающий в различные глупые ситуации из-за РУКИ. Рука появляется периодически и используя карандаш рисует полезные (а иногда и нет) вещи на экране или меняет обстановку. Был также один эпизод, когда вместо руки был курсор и графический редактор. Каждая серия неизменно заканчивается надписью «FIN», которая появляется в зависимости от контекста фильма в различных местах.

## Вспомогательные персонажи
- Doodette — это женская версия Дуда и любовь всей его жизни.
- лось — появляется с бокалом мартини в копыте. Он любит пенистые ванны и знает каратэ
- парень — враг Дуда (хулиган уничтожающий все, что касается Дуда)
- пингвин — обычно появляется во время зимы
- монстр — обычно ест Дуда и его вещи
- Дуд 2 — злой двойник. Пытается навредить Дуду за его спиной
- женский вариант рук — которые появились в эпизоде на День святого Валентина

## Награды
- в 2003 году первый сезон удостоился «Джемини» в категории Best Animated Program or Series
- в 2004 уже второй сезон получил «Джемини» в категории Best Animated Program or Series